# Bács Tamás
Bács Tamás (New York, New York, 1960. március 14. –) magyar egyiptológus, habilitált egyetemi docens, az Eötvös Loránd Tudományegyetem Egyiptológiai Tanszékének vezetője, az MTA köztestületének tagja.

## Élete
Középiskolai tanulmányait 1978-ban fejezte be, majd angol–francia szakra járt a Baghdad Universityn. 1984-ben végzett az ELTE-n, régész és egyiptológus diplomát szerzett. 1985 óta az egyetem dolgozója. 1994-ben doktorált, ugyanettől az évtől egyetemi adjunktus, 1999-től docens.
2005. szeptember 1-jétől az egyiptológia tanszék megbízott tanszékvezetője. 2006-ban habilitált, majd kinevezték tanszékvezetőnek.
Kutatási területei: Théba régészete, új- és poszt-újbirodalmi művészet, Egyiptom II. évezredi története.

## Díjai
- A Magyar Érdemrend középkeresztje (2020)

## Főbb művei
- Egyiptomi fáraók; Kossuth, Budapest, 1992 (A világtörténelem nagy alakjai)
- A tribute to excellence. Studies offered in honor of Ernő Gaál, Ulrich Luft, László Török; szerk. Tamás A. Bács; ELTE, Budapest, 2002 (Studia Aegyptiaca)
- 100 év után. Emlékkonferencia a Keleti Népek Ókori Története Tanszék alapításának 100. évfordulóján; szerk. Bács Tamás, Dezső Tamás, Niederreiter Zoltán; ELTE Eötvös, Budapest, 2011 (Antiqua et orientalia)
- Aegyptiaca et Assyriaca. Tanulmányok az Eötvös Loránd Tudományegyetem Ókortudományi Intézetéből; szerk. Bács Tamás, Dezső Tamás, Vér Ádám; ELTE Eötvös, Budapest, 2015 (Antiqua et orientalia)
- Bevezetés az ókori Egyiptom művészetébe; Gondolat, Budapest, 2017